# Алматинская детская железная дорога

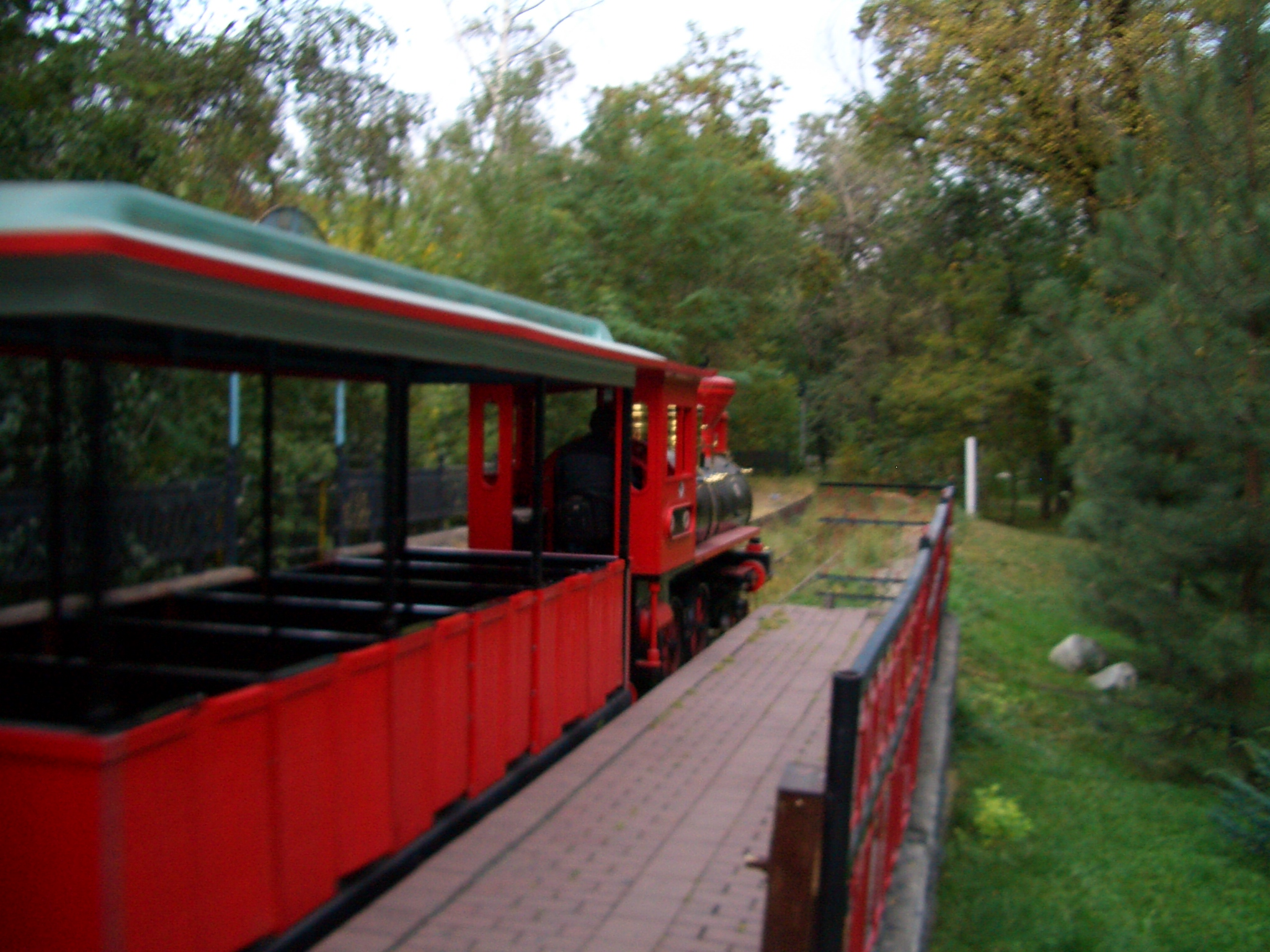
Детская железная дорога

Алматинская детская железная дорога — аттракцион в парке культуры и отдыха им. Горького в Алма-Ате. В 1952 году открыта как детская железная дорога, в 1999 году была перепрофилирована в аттракцион.

## Детская железная дорога
По инициативе пионерии и комсомола города в ЦПКиО летом 1952 года началось строительство детской железной дороги. Она получила название «Малой Турксибской железной дороги» и была открыта 13 сентября того же года. Она стала второй в Казахстане после Малой Целинной детской железной дороги в Целинограде.
Железная дорога представляла собой кольцевой путь колеи 750 мм длиной 1,24 км. Была сооружена одна станция имени Павлика Морозова с деревянной платформой и пассажирским павильоном. 
В 1958 году было построено новое здание управления дороги, а на южной стороне кольца сооружена вторая (двухпутная) станция – Комсомольская.
В 1991 году станция имени Павлика Морозова была реконструирована. Деревянная платформа заменена железобетонной.
В 1993 году реконструкции подверглись все средства связи детской железной дороги, устроена телефонная связь между управлением дороги, станциями Павлика Морозова и Комсомольской, постом дежурного по переезду. В том же году станция имени Павлика Морозова переименована в «Достык», а Комсомольская – в Жастар («Молодёжная»).
13 января 1997 года по указанию управления Алматинской железной дороги в связи с тяжёлым финансовым положением Детская железная дорога передана парку имени Горького. Сам парк тоже не располагал средствами на её содержание. 
20 июля 1997 года детская железная дорога была закрыта.

### Подвижной парк
В 1952 году подвижной парк состоял из двух деревянных вагонов и паровоза типа 63/65.
В 1958 году был полностью обновлён подвижной состав. В распоряжение детской железной дороги поступили три металлических подвижных вагона Pafawag и тепловоз типа ТУ2. 
В 1985 году вагоны Pafawag были заменены четырьмя отечественными вагонами ПВ40.
В 1986 году тепловоз ТУ2-124 был списан и установлен на постамент у здания управления ДЖД. На смену ему был получен новый тепловоз ТУ7А-2921.
В 1997 году тепловоз был разграблен, вагоны были сняты с тележек и использованы в качестве торговых павильонов.

## Аттракцион
В 1999 году парк имени Горького вместе с Детской железной дорогой перешёл в частную собственность и на его территории организован детский развлекательный парк «Ак Бобек». Была восстановлена железная дорога – отремонтированы путь и одна из станций, возобновилось движение.
Администрацией парка был приобретён паровоз с дизельным двигателем и вагонетки с крышей для перевозки пассажиров итальянского производства Atlantic Pacific Train, 2-2-0, SBF VISA Group. Дети полностью перестали принимать участие в организации поездок по детской железной дороге. На станции Жастар построили искусственный тоннель, в котором при проезде через него поезда происходит автоматическое, механизированное движение устрашающих кукол под музыку.
В конце августа 2001 года сгорело дотла здание вокзала станции Достык.